# Holocentropus incertus
Holocentropus incertus is een fossiele soort schietmot uit de familie Polycentropodidae.